# Arcuator horni
Arcuator horni är en tvåvingeart som först beskrevs av Oswald Duda 1930.  Arcuator horni ingår i släktet Arcuator och familjen fritflugor.
Artens utbredningsområde är Sri Lanka. Inga underarter finns listade i Catalogue of Life.